# Guilly (Loiret)
Guilly é uma comuna francesa na região administrativa do Centro-Vale do Loire, no departamento de Loiret. Estende-se por uma área de 17.03 km². Em 2010 a comuna tinha 661 habitantes (densidade: 38,8 hab./km²).